# Liste des immateriellen Kulturerbes der Menschheit in Oman

Das Immaterielle Kulturerbe der Menschheit in Oman umfasst die Aktivitäten, die für Oman aufgrund der UNESCO-„Konvention zum Schutz des immateriellen Welterbes“ in die Repräsentative Liste des immateriellen Kulturerbes der Menschheit und das Register guter Praxisbeispiele aufgenommen wurden.
Oman ist der Konvention, die 2003 ratifiziert wurde und 2006 in Kraft trat, 2005 beigetreten. Unter der Aufsicht eines zwischenstaatlichen Komitees werden auf Antrag der Mitgliedsstaaten deren immaterielle kulturelle Aktivitäten wie Feste, Vorführungen, mündliche Traditionen, Musik und Handwerk dokumentiert und es werden Maßnahmen der Staaten zu deren Erhalt und Schutz vereinbart.

## Immaterielles Kulturerbe
Dies sind die Einträge Omans in die Repräsentative Liste und das Register der guten Praxisbeispiele. Die begleitende Liste des immateriellen Kulturerbes zu erhaltungsbedürftigen Themen hat keine Einträge aus Oman.
| Bezeichnung                                                 | Beschreibung | Bild | Jahr                      | UNESCO-Nr. und Link |
| ----------------------------------------------------------- | --- | ---- | ------------------------- | ------------------- |
| Al-Bar'ah Musik und Tanz in den Dhofar-Tälern               | Al-Bar'ah ist ein Beduinentanz für zwei oder vier Männer, die von Fuß zu Fuß springen und einen Khanjar-Dolch schwingen. Zur Begleitung wird gesungen und es spielen al-kasir-, al-rahmâni- und ad-daff-Trommeln and al-qassaba-Flöten. |      | 2010                      | RL 00372            |
| Al-Taghrooda traditionelle Gesangspoesie der Beduinen       | Al-Taghrooda sind Lieder der Kamelreiter mit kurzen Strophen bis zu sieben Versen. Sie werden antiphonal gesungen. Die Tradition entstand zur Unterhaltung während langer Kamelritte, wird jedoch auch von Männern und Frauen bei der Arbeit und bei Zusammenkünften ausgeübt. In den Liedern werden alle denkbaren Themen angesprochen, von Erfolgen über Konfliktbewältigung bis zu Ratschlägen zur Gesundheit. |      | 2012                      | RL 00744            |
| Al ’azi Gesangspoesie, Elegie und Prozessionsmarsch         | Al 'azi aus dem Norden Omans wird von einem Sänger a cappella gesungen. Die ihm folgende Gruppe antwortet ihm einstimmig und kurz mit einem Ton. Die Teilnehmer benutzen Schwerter, um die Worte zu unterstreichen. Mit Stolz und in epischer Breite werden der eigene Stamm, historische Persönlichkeiten oder besondere Ereignisse hervorgehoben.                                                               |      | 2012                      | RL 00850            |
| Al-Ayyala eine traditionelle Aufführung                     | Al-Ayyala ist ein Waffentanz, der bei Hochzeiten und anderen Feiern aufgeführt wird. Die Teilnehmer tragen Replikas von Gewehren oder Speeren. Zwischen zwei Reihen von Sängern stellen andere tanzend ein Gefecht dar. Dabei werfen sie gelegentlich die Waffe in die Höhe und fangen sie wieder auf. Zur Begleitung werden Trommeln, Tamburine und Zimbeln gespielt.                                            |      | 2014                      | RL 01012            |
| Majlis Kultur- und Sozialraum                               | Majlis ist ein Versammlungsraum, der für den Austausch von Nachrichten und Gedanken und für formelle wie informelle Besprechungen genutzt wird. (auch Parlamentskammer) |      | 2015                      | RL 01076            |
| Al-Razfa traditionelle Darstellungskunst                    | Zwischen zwei Reihen von Männern mit Stöcken als symbolischen Gewehren ist Platz für Tänzer, die mit antiphonalem Gesang begleitet werden. Auch Würdenträger tanzen gerne mit, zusammen mit Kindern. |      | 2015                      | RL 01078            |
| Ardhah für Pferde und Kamele                                | ardhah dient dem Abrichten der Reittiere für die Arbeit und wird häufig bei Alardha-Festen gezeigt. Dazu gehört zum Beispiel das Hinlegen und Aufstehen auf Kommando, wobei der Reiter gleichzeitig in den Sattel steigt, sowie Kunststücke auf dem laufenden Tier. |      | 2018                      | RL 01359            |
| Kamelrennen soziale Praxis und festliches Erbe              | Kamelrennen haben einen hohen gesellschaftlichen Stellenwert und sind Bestandteil vieler Feste. |      | 2020                      | RL 01576            |
| Arabische Kalligraphie                                      | Aus dem islamischen Bilderverbot erwuchs die Praxis, arabische Buchstaben und Worte kunstvoll niederzuschreiben. |      | 2021                      | RL 01718            |
| Alheda'a Traditionen des Rufens von Kamelherden             | Die melodischen Alheda'a-Rufe als Kommandos für die Tiere wurden über Generationen weitergegeben. Diese können rechts und links unterscheiden, lassen sich zu den gewünschten Orten dirigieren und befolgen Kommandos zum Hinlegen und Aufstehen beim Auf- und Absitzen der Reiter. |      | 2022                      | RL 01717            |
| Al-Khanjar handwerkliche Fertigkeiten und soziale Praktiken | Ein khanjar (auch handschar) ist ein traditioneller Dolch mit gekrümmter Spitze, der von den Männern bei zeremoniellen Ereignissen als Teil der Festkleidung getragen wird. |      | 2022                      | RL 01844            |
| Die Dattelpalme Wissen, Traditionen und Bräuche             | Die Dattelpalme ist seit Urzeiten eine grundlegende Ressource für Bauern, Handwerker, Händler, Industrie und Lebensmittelhersteller. |      | 2022                      | RL 01902            |
| Die Harissa-Speise Wissen, Fertigkeiten und Bräuche         | Harissa wird aus gekochtem, geschrotetem oder grob gemahlenem Schrotweizen oder aus Bulgur hergestellt, mit Fleisch gemischt und gewürzt. |      | 2023                      | RL 01744            |
| Die Arabische Kaffeekultur Ein Symbol der Großzügigkeit     | qahwa zu servieren ist eine Pflicht der Gastfreundschaft. Er wird vor den Gästen zubereitet, angefangen mit dem Mahlen der Kaffeebohnen, schmeckt bitter und wird in kleinen Portionen ohne Zucker getrunken. |      | 2024 (erweitert aus 2015) | RL 02111            |
| Safinat Shabab Oman Segelschulschiff                        | Das Segelschulschiff unterstützt Frieden und nachhaltigen kulturellen Dialog, indem es das immaterielle Kulturerbe Omans weltweit präsentiert. |      | 2024                      | BSP 0080            |
| Henna                                                       | Henna wird vorwiegend zum Färben der Haare und für eine festliche, ornamentale Bemalung der Hände und Füße verwendet. Der Gebrauch ist mit Ritualen und anderen sozialen Praktiken verbunden. |      | 2024                      | RL 02116            |